# Маркус, Хейзел Роуз
Хейзел Роуз Маркус (англ. Hazel Rose Markus; род. 9 марта 1949, Лондон) — американский социальный психолог, пионер в области культурной психологии. Доктор философии (1975), именной профессор Стэнфорда (с 1994), член НАН США (2017), Британской академии (2019) и Американского философского общества (2025). Лауреат Outstanding Contribution Award to Cultural Psychology (2017).

## Биография
Выросла в Сан-Диего (Калифорния).
Окончила Государственный университет Сан-Диего (бакалавр психологии, 1970). Докторскую степень по психологии получила в Мичиганском университете. С 1975 по 1994 там же на кафедре психологии ассистент-, ассоциированный, профессор психологии. Одновременно в те же годы научный сотрудник University of Michigan Institute for Social Research. В 1992-4 также исследовательский директор Maison des Sciences de L'Homme (Париж).
В 1998—2007 и 2014-16 директор Исследовательского института сравнительных исследований расы и этничности (RICSRE) при Стэнфорде. Член Американской академии искусств и наук (1994), Американского психологического общества и Американской психологической ассоциации. С 2003 по 2004 год президент Общества психологии личности и социальной психологии (SPSP). Автор более 180 публикаций.
Знаковыми называют ее главу с Бобом Зайонцем об аффекте и познании и статью с Синобу Китаемой о культуре. Является соавтором (вместе с Аланой Коннер) книги «Clash! Как преуспеть в мультикультурном мире».
Соредактор книг Engaging Cultural Differences (2002), Just Schools (2008), Facing Social Class (2012).